# Rapa (Gemeinde)

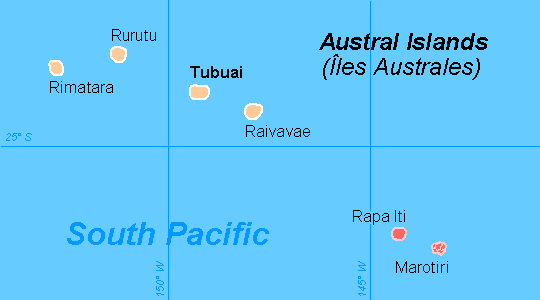
Lage der Gemeinde Rapa

Rapa ist eine Gemeinde im äußersten Südosten der Austral-Inseln und somit die südlichste Gemeinde in Französisch-Polynesien. Sie umfasst die Insel Rapa Iti mit 40,57 km² Fläche sowie die etwa 90 Kilometer entfernten unbewohnten Felsinseln Marotiri mit 4 ha Fläche und ist nicht in Teilgemeinden (communes associées) gegliedert. Die Gemeinde hat 451 Einwohner (Stand: 2022) und liegt auf einer Höhe von bis zu 650 m.
Der Sitz der Gemeindeverwaltung (Mairie) liegt in Ahurei (Haurei).